# Großhart
Großhart – dawna gmina położona w zachodniej Austrii, w Styrii, w powiecie Hartberg. 1 stycznia 2015 została rozwiązana a tereny jej połączono z gminami Hartl oraz Tiefenbach bei Kaindorf tworząc nową gminę Hartl.